# Władysław Myk
Władysław Myk (ur. 18 stycznia 1929 w Tczewie, zm. 5 marca 1998 w Świdniku) – polski historyk, pedagog.

## Życiorys
Maturę uzyskał w 1950 roku w Szkole Ogólnokształcącej im. Ludwika Waryńskiego w Bydgoszczy. Studia historyczne ukończył w Katolickim Uniwersytecie Lubelskim (praca magisterska pod kierunkiem profesora Henryka Zinsa Wpływ czynników gospodarczych na rozwarstwienie społeczne ludności i walki klasowe w miastach pruskich w XV wieku). W roku 1953 zamieszkał w Świdniku wraz z żoną Lucją, z którą wziął ślub w 1952 roku. W latach 1957–1961 pełnił funkcję przewodniczącego Miejskiej Rady Narodowej w Świdniku. Od 1961 do 1971 roku był podinspektorem, a następnie inspektorem Inspektoratu Oświaty powiatu lubelskiego w Lublinie. Od 1971 do 1982 roku był dyrektorem oraz nauczycielem historii i języka niemieckiego w Liceum Ogólnokształcącym w Świdniku. W związku ze strajkiem uczniów zmuszony został do przejścia na emeryturę podczas stanu wojennego. W 1989 roku lubelski kurator oświaty pisemnie przeprosił Myka za odwołanie go z funkcji dyrektora. Zbigniew Kaznowski napisał ogólnikowo: Uwzględniając fakt odwołania Obywatela z dniem 31 stycznia 1982 roku od pełnienia funkcji dyrektora Zespołu Szkół Ogólnokształcących w Świdniku, wyrażam Obywatelowi słowa ubolewania za zaistniałą sytuację. Powyższe ubolewanie proszę przyjąć jako formę zadośćuczynienia, dające Obywatelowi satysfakcję moralną za poniesione w przeszłości krzywdy.
Jako historyk zajmował się historią Polski i Europy. Jest autorem ponad 200 haseł w Encyklopedii Szczecina. W 1977 roku obronił pracę doktorską na Uniwersytecie Marii Curie - Skłodowskiej w Lublinie Informacja i prasa XVII wieku (Studia nad drukowanymi wiadomościami o Polsce w prasie wydawanej po niemiecku) powstałą pod kierunkiem Adama Kerstena (recenzentami byli Paulina Buchwald-Pelcowa z Warszawy i Władysław Czapliński z Wrocławia).

## Odznaczenia i nagrody
- Odznaka Odbudowy Warszawy (1962)
- Odznaka Przyjaciela Dzieci (1964)
- Medal pamiątkowy z okazji pięciu wieków istnienia Piask (1970)
- Nagroda Kuratora Okręgu Szkolnego Lubelskiego za szczególne osiągnięcia w dziedzinie nauczania i wychowania (1975)
- Złoty Krzyż Zasługi (1975)
- Medal Komisji Edukacji Narodowej (1978)
- Medal Jubileuszowy XXV-lecia Miasta Świdnika (1979)
- Krzyż Kawalerski Orderu Odrodzenia Polski (1980)

## Wybrane publikacje
- Kartki z dziejów powiatu lubelskiego, Lublin: Lubelska Spółdzielnia Wydawnicza 1960.
- Ruchy chłopskie w starostwie urzędowskim w XVI i XVII wieku, w: Z dziejów powiatu kraśnickiego. Materiały z sesji naukowej, red. nauk. K. Myśliński, J.R. Szaflik, Lublin 1964, s. 99–111.
- (Recenzja) Die deutschen Zeitungen des 17. Jahrhunderts. Ein Bestandsverzeichnis mit historischen und bibliographischen Angaben zusammengestellt von Else Bogel und Elger Blűm. Band I - II, Bremen 1971, "Kwartalnik Historyczny", 1974, nr 1, s. 177–181.
- Król Jan III Sobieski a prasa europejska okresu odsieczy wiedeńskiej, w: Victoria wiedeńska i stosunki polsko-austriackie 1683-1982, pod. red. W. Śladkowskiego i A.A. Witusika, Lublin 1983, s. 49-71.
- Odgłosy odsieczy wiedeńskiej króla Jana III Sobieskiego w ówczesnej prasie europejskiej, "Wiadomości Historyczne", 1983, nr 2, s. 140-147.
- Wiktoria wiedeńska i Jan III Sobieski w ówczesnej prasie europejskiej, "Akcent", nr 8, 1983, s. 58–72.
- (współautor Sławomir Myk) Król Jan III Sobieski a prasa europejska okresu odsieczy wiedeńskiej, w: Trylogia – Sobieski - Victoria wiedeńska, cz.II: Sobieski i victoria wiedeńska, pod red. L. Ludorowskiego, Lublin 1985, s.7–29.
- Odsiecz wiedeńska Jana III Sobieskiego w ówczesnej prasie europejskiej, w: Wiktoria wiedeńska 1683 roku, pod. red. A.A. Witusika, Warszawa 1983, s. 27-32.
- (Recenzja) Konrad Zawadzki, Gazety ulotne polskie i Polski dotyczące XVI-XVIII wieku. Bibliografia, t. 1: 1514-1681, t. 2: 1662-1728, Wrocław 1977-1984, - "Rocznik Lubelski", t. XXVII/XXVIII, 1985/1986, s. 289–292.
- Prasa elbląska w latach "potopu" i jej rola w szwedzkim systemie agitacji i propagandy, "Komunikaty Mazursko - Warmińskie", 1985, 1- 2, s. 3–20.
- Nieznana relacja o. Augustyna Kordeckiego z 1655 roku oraz materiały źródłowe o oblężeniu Jasnej Góry w prasie Polski, Austrii, Szwecji i Brandenburgii, "Studia Claromontana", 8, 1987, s. 142–164.
- Wiedeńsko-polska gazeta seryjna na tle działalności informacyjno-propagandowej dworu i episkopatu polskiego w latach potopu szwedzkiego (1656-1658), "Nasza Przeszłość", t. 72, 1989, s. 233-298.
- Szczecińskie gazety ulotne w latach "potopu" szwedzkiego (1655-1660), "Przegląd Zachodniopomorski", 1994, z. 3, s. 7-26.
- Szczecińskie gazety tygodniowe a Polska w latach "potopu" szwedzkiego (1655-1660), "Przegląd Zachodniopomorski" 1995, z. 1, s. 7-27.
- Szczecińskie wydawnictwa szwedzkiej publicystyki politycznej z lat potopu (1655-1660), "Przegląd Zachodniopomorski", 1995, z. 3, s. 45-60.
- Zarys rozwoju szczecińskiej prasy codziennej od XVI do XX wieku (1537-1945), "Przegląd Zachodniopomorski", 1997, z. 1-2, s. 41-63.
- Czasopisma szczecińskie XVIII – XX wieku (1750 – 1944), "Przegląd Zachodniopomorski", 1997, z.4, s. 25-57.
- Niemieckie gazety z XVII wieku w zbiorach Książnicy Pomorskiej w Szczecinie i w innych bibliotekach polskich, "Przegląd Zachodniopomorski", 1998, z. 1, s. 69-75.
- Polska w świetle siedemnastowiecznych angielskich gazet ulotnych, "Przegląd Zachodniopomorski", 1998, z. 4, s. 83-110.